# Thérèsemagnanite
La thérèsemagnanite ((Co,Zn,Ni)6(SO4)(OH,Cl)10·8(H2O), idrossi-cloro-solfato idrato di cobalto, zinco e nichel) è un minerale molto raro della classe dei solfati. Il nome gli è stato assegnato in onore dell'insegnante francese Thérèse Magnan (1918), presidente dell'Associazione degli amici della miniera di Cap Garonne, il sito di ritrovamento del minerale.
Nel 2015, l'Associazione Mineralogica Internazionale ha stabilito che la thérèsemagnanite e la cobaltogordaite sono in realtà lo stesso minerale e questa è stata ridefinita in base alla descrizione fornita per la cobaltogordaite.

## Abito cristallino
I cristalli sono tabulari.

## Origine e giacitura
È un minerale molto raro di genesi secondaria rinvenibile nei cappellacci di ossidazione di giacimenti a solfuri. La paragenesi tipica è con anglesite, antlerite, Co/Ni-ktenasite cerussite,  brochantite, covellite, tennantite, gersdorffite, guarinoite, rutilo e quarzo.

## Forma in cui si presenta in natura
In microcristalli tabulari molto sottili, fragili e tenerissimi, di color rosa/rosa pallido, raggruppati in aggregati sferici radiali fino a 0,2 mm.

## Località di ritrovamento
È stato ritrovato in Francia, nella miniera di Cap Garonne nei pressi del comune di Le Pradet in Provenza.